# Białko aktywujące 5-lipooksygenazę

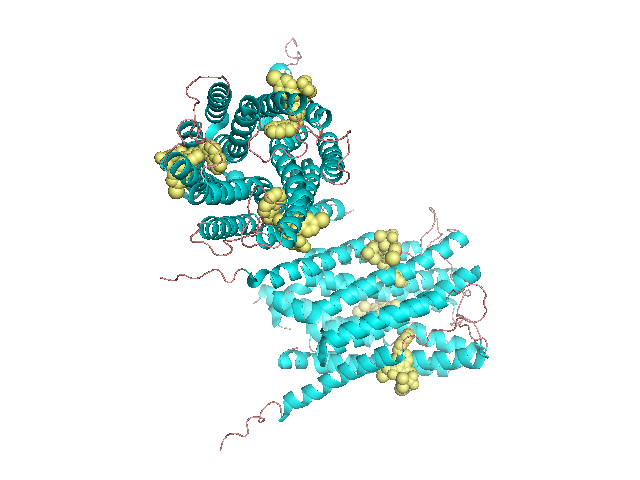
FLAP

Białko aktywujące 5-lipooksygenazę, FLAP (ang. 5-lipoxygenase activating protein) – białko kodowane u człowieka genem ALOX5AP.

## Funkcja
FLAP jest potrzebne do aktywacji 5-lipooksygenazy, a więc do produkcji lekotrienów. Jest to białko integralne błon komórkowej. Jego obecność jest konieczna w syntezie leukotrienów, mediatorów lipidowych stanu zapalnego związanych z chorobami układu oddechowego i krążenia. FLAP zapewnia zakotwiczenie dla 5-lipooksygenazy, wiąże również aminokwasy. Mechanizm aktywacji lipooksygenazy nie został do końca zrozumiany, aczkolwiek pomiędzy tymi dwoma kwestiami istnieje fizyczne powiązanie. Struktura FLAP obejmuje 4 przezbłonowe α-helisy, białko to występuje w trimerach tworzących coś w rodzaju cylindra. Mierzy on 60 A wysokości oraz 36 A szerokości.

## Znaczenie kliniczne
Polimorfizm genetyczny FLAP podejrzewa się o odgrywanie roli w chorobie Alzheimera. Leukotrieny, których tworzenie wymaga FLAP, odgrywają rolę w patogenezie chorób alergicznych i układu oddechowego. Argumenty bazujące na genetyce człowieka i innych zwierząt wskazują też na ważną rolę w miażdżycy, zawale mięśnia sercowego i udarze mózgu. Struktura FLAP zapewnia narzędzia rozwoju nowych terapii chorób układu oddechowego i sercowo-naczyniowego oraz tworzenia eksperymentów zogniskowanych na badaniu FLAP i jej roli w biosyntezie leukotrienów.

## Inhibitory
- AM-679[6]